# Polycliniophilus corisoformis
Polycliniophilus corisoformis is een eenoogkreeftjessoort, de plaatsing in een familie is nog onzeker. De wetenschappelijke naam van de soort is voor het eerst geldig gepubliceerd in 1864 door Hesse.